# Eberhard Bütow

Eberhard Bütow

Eberhard Johannes Erich Bütow (* 25. März 1894 in Maskow, Kreis Naugard; † 23. Februar 1946) war ein deutscher Politiker (NSDAP).

## Leben und Wirken
Bütow legte 1914 das Abitur ab und nahm am Ersten Weltkrieg teil, aus dem er mit einer 50%igen Kriegsbeschädigung wiederkam. Danach studierte er Forstwissenschaft an der Universität Göttingen und an den Forstakademien Eberswalde und Hann. Münden. Ab dem 1. April 1930 war er Preußischer Oberförster in Sorau. Da er zum 1. Juni 1930 der NSDAP beigetreten war (Mitgliedsnummer 276.337), erfolgte seine Entlassung aus dem Staatsdienst.
1932 wurde Bütow Abgeordneter des Preußischen Landtags, was er bis zu seinem Einzug in den nationalsozialistischen Reichstag blieb. 1933 wurde er wieder in das Beamtenverhältnis übernommen und erhielt zunächst eine neue Stelle als Oberförster in Dannenberg, später dann als Preußischer Staatsoberförster in Lagow in der Neumark. Später war er noch forstlicher Sachbearbeiter für Preußen in der Fachschaft 11 des Reichsbunds der Deutschen Beamten.
Ab 12. November 1933 vertrat er die NSDAP eine Wahlperiode als Abgeordneter des Wahlkreises 5 (Frankfurt a. d. O.) im nationalsozialistischen Reichstag. Für die darauffolgende Wahlperiode 1936 wurde er erfolglos vorgeschlagen.
Bütow verstarb im Februar 1946. Sein Grab befindet sich auf der Kriegsgräberstätte Brüel.